# Shopalicious!
Shopalicious! is het vierde deel uit de Shopaholic-reeks, geschreven door Sophie Kinsella. De romans beschrijven het leven van Becky Bloomwood, die verslaafd is aan winkelen.

## Verhaal
Rebecca Brandon, geboren als Rebecca Bloomwood, is gelukkig getrouwd met Luke Brandon. Hun huwelijksreis rond de wereld was een daverend succes. Het zou abnormaal zijn als Becky niet een paar souvenirs had aangeschaft. Zoals die zijden kamerjassen uit Hongkong... Vijf Turkse tapijten... Een handgemaakte tafel met tien stoelen uit Sri Lanka... De manshoge giraffebeelden uit Malawi, die Luke had afgeraden om te kopen... Alles wordt netjes thuisbezorgd, maar als de vrachtwagens voor hun huis in Londen parkeren, is Luke ziedend. Becky mag haar creditcard niet meer gebruiken, ook haar 'geheime' creditcard niet. Becky kan het maar net verwerken, want ze blijkt een zus te hebben.
Ze ziet het al voor zich: een zus om mee te winkelen, koffie te drinken en naar de film te gaan! Maar wanneer Becky Jessica voor het eerst ontmoet staat ze wel een tijdje versteld. Haar zus blijkt een hekel te hebben aan haar favoriete hobby...: winkelen.